# 氏家幹人
氏家 幹人（うじいえ みきと、1954年（昭和29年） - ）は、日本の歴史研究者（日本近世史）。

## 略歴
福島県生まれ。東京教育大学文学部卒業。歴史学者（日本近世史）。江戸時代の性、老い、家族を中心テーマに、独自の切り口で研究を続けている。著書に『江戸時代の罪と罰』（草思社）、『かたき討ち』『江戸人の性』（いずれも草思社文庫）、『増補版 江戸藩邸物語』（角川ソフィア文庫）、『武士道とエロス』（講談社現代新書）、『江戸人の老い』（ＰＨＰ新書）、『江戸の少年』『増補 大江戸死体考』（いずれも平凡社ライブラリー）、『不義密通』（洋泉社ＭＣ新書）、『サムライとヤクザ』（ちくま文庫）などがある。

## 著書
- 『江戸藩邸物語―戦場から街角へ』（中公新書 1988年）
  - 『増補版 江戸藩邸物語ー戦場から街角へ』 (角川ソフィア文庫 2016年)
- 『江戸の少年』（平凡社 1989年／平凡社ライブラリー 1994年）
- 『殿様と鼠小僧―老侯・松浦静山の世界』（中公新書 1991年／講談社学術文庫 2009年）
  - 改題『悠悠自適』（平凡社ライブラリー 2002年）
- 『小石川御家人物語』（朝日新聞社 1993年）
- 『武士道とエロス』（講談社現代新書 1995年）
- 『元禄養老夜話―旗本天野弥五右衛門の晩節』（新人物往来社 1996年）
  - 改題『江戸老人旗本夜話』講談社文庫 2004年
- 『不義密通―禁じられた恋の江戸』（講談社選書メチエ 1996年）
- 『江戸の性風俗―笑いと情死のエロス』（講談社現代新書 1998年）
- 『大江戸死体考―人斬り浅右衛門の時代』（平凡社新書 1999年）
  - 『増補 大江戸死体考―人斬り浅右衛門の時代』（平凡社ライブラリー 2016年）
- 『江戸奇人伝―旗本・川路家の人びと』（平凡社新書 2001年）
- 『江戸人の老い』（PHP新書 2001年／草思社文庫 2019年）
- 『小石川御家人物語』（学陽書房 人物文庫 2001年）
- 『大江戸残酷物語』（洋泉社新書ｙ 2002年）
- 『江戸の性談―男は死ぬまで恋をする』（講談社 2003年／講談社文庫 2005年）
  - 改題『江戸人の性』（草思社文庫 2013年）
- 『江戸の女の底力―大奥随筆』（世界文化社 2004年）
  - 改題『江戸の女子力ー大奥猛女列伝』新潮文庫 2010年
- 『江戸の怪奇譚―人はこんなにも恐ろしい』（講談社 2005年）
- 『かたき討ち―復讐の作法』（中公新書 2007年）
- 『サムライとヤクザ―「男」の来た道』（ちくま新書 2007年）
- 『不義密通ー禁じられた恋の江戸』（洋泉社MC新書 2007年）
- 『江戸の病』（講談社選書メチエ 2009年）
- 『これを読まずに「江戸」を語るな』（祥伝社黄金文庫 2009年）
- 『江戸のエロスは血の香り』（朝日新聞出版 2010年）
- 『江戸の怪奇旦譚―人はこんなにも恐ろしい』（講談社文庫 2010年）
- 『旗本御家人―驚きの幕臣社会の真実』（洋泉社歴史新書 2011年）
- 『武士マニュアル』（メディアファクトリー新書 2012年）
- 『かたき討ちー復讐の作法』（草思社文庫 2013年）
- 『サムライとヤクザー「男」の来た道』（ちくま文庫 2013年）
- 『幕臣伝説―史実と噂のはざま』（洋泉社新書y 2014年）
- 『江戸時代の罪と罰』（草思社 2015年／草思社文庫 2021年）
- 『古文書に見る江戸犯罪考』（祥伝社新書 2016年）
- 『性なる江戸の秘め談義』（朝日文庫 2017年）
- 『大名家の秘密―秘史『盛衰記』を読む』（草思社 2018年）